# Astrobunus helleri
Astrobunus helleri is een hooiwagen uit de familie Sclerosomatidae. De wetenschappelijke naam van Astrobunus helleri gaat terug op Anton Ausserer.